# 월드 하이비전 채널
월드 하이비전 채널은 일본의 위탁 방송사업자이다.
BS 222ch(리모콘 키 ID 12)에서 방송되고 있다.

## 개요
- NHK 아날로그 하이비전 방송이 사용했던 BS 9ch를 다시 사용하여 시작되는 채널 중 하나로 24시간 하이비전 방송으로 송출하고 있으며 「양질·건전·프리미엄」을 목표로 삼고있다.
- 오리지널 프로그램외에 여러 방송국에서 프로그램 공급을 받아 방송하고 있다.
- 하루에 방송되는 프로그램 중 가장 많이 것은 홈쇼핑채널 QVC가 제작한 통판 프로그램으로 하루 20시간 동안 QVC 제작 프로그램만 방송한 적도 있다.
  - 덧붙이자면, 2011년 3월 11일에 발생한 동일본대지진으로 지바시에 있는 QVC 본사가 피해를 받아 방송 불능이 되자 QVC 프로그램 실시간 방송이 불가능해져 원래 QVC 프로그램을 방송할 예정이었던 시간대에 필러영상을 방송하는 일도 있었다.

## 연혁
- 2006년 7월 7일 - 월드 하이비전 채널 주식회사 설립.
- 2007년 11월 15일 - 오전 10시부터 BS디지털 222ch에서 시험 전파 발사.
- 2007년 11월 21일 - 총무성 간토 종합 통신국에서 BS디지털 방송 면허 교부.
- 2007년 12월 1일 - 오전 11시부터 하이비전 텔레비전 방송 개시.
- 2009년 4월 1일 - 일본 케이블 텔레비전(JCTV)에서 더 골프 채널 사업을 양도받아 운영 시작.